# Série mondiale masculine de rugby à sept
Pour les articles homonymes, voir Series.
Ne doit pas être confondu avec Série mondiale féminine de rugby à sept.
La série mondiale masculine de rugby à sept (connues successivement en tant qu'IRB Sevens avant la saison 2006-2007, IRB Sevens World Series de 2007 à 2015, World Rugby Sevens Series de 2015 à 2023, puis SVNS à partir de 2023) est une série de tournois internationaux de rugby à sept, en catégorie masculine, organisée par World Rugby.
Elle se déroule annuellement sous forme d'un championnat opposant une dizaine d'équipes nationales. Une saison commence en automne et se termine au printemps suivant. La première édition organisée par World Rugby (anciennement IRB) se déroule en 1999, a pour objectif de développer une compétition de haut niveau entre les nations du rugby et développer le rugby à sept en un produit commercial viable pour World Rugby.
Six nations figurent au palmarès des séries mondiales. La Nouvelle-Zélande détient le record de titres, avec quatorze succès. Les Fidji et l'Afrique du Sud ont gagné l'épreuve quatre fois. Enfin l’Australie, les Samoa et la France l'ont gagné une fois.

## Histoire

### Débuts et domination néo-zélandaise (1999-2012)
Le premier tournoi international de rugby à sept est organisé en 1973 par la fédération écossaise de rugby à l'occasion de son premier centenaire. L'Angleterre remporte ce tournoi en battant l'Irlande 22 à 18. Les tournois internationaux se développent alors, notamment à Dubai et à Hong Kong, villes d'expatriés anglais. La première édition officielle de la Coupe du monde a lieu en 1993 à Édimbourg.
En 1999, l'International Rugby Board (IRB, maintenant World Rugby) organise la première édition d'une compétition réunissant plusieurs tournois mondiaux et à l'issue de laquelle un classement mondial sera établi. La Nouvelle-Zélande domine la compétition et remporte chaque édition jusqu'en 2006 où les Fidjiens font chuter pour la première fois les Néo-Zélandais.
Puis c'est au tour des Sud-Africains et des Samoans de remporter leurs premières éditions en 2009 et 2010.

### Réforme et premiers jeux olympiques (2012-2016)
En octobre 2009, le rugby à sept est sélectionné comme nouvelle discipline olympique, donnant une nouvelle dimension au rugby à sept et aux World Sevens Series. En effet, la structure de la compétition est réformée aux cours des saisons 2011-2012 et 2012-2013. Le nombre d'équipes permanentes passe à 15 (contre 12 auparavant) et le dernier est relégué au profit du vainqueur du tournoi de qualification se déroulant à Hong Kong.
Les quatre premières équipes de la saison 2014-2015 obtiennent directement leur billet pour les Jeux olympiques, sans passer par les qualifications régionales à savoir les Fidji, l'Afrique du Sud, la Nouvelle-Zélande et l'Angleterre (qui obtient la qualification de la Grande-Bretagne incluant les gallois et les écossais). La saison 2015-2016 voit alors de nombreuses stars du rugby à XV intégrer le circuit mondial tel que Sonny Bill Williams (Nouvelle-Zélande), Bryan Habana (Afrique du Sud), Quade Cooper (Australie), Juan Imhoff (Argentine), Fulgence Ouedraogo (France), Josua Tuisova (Fidji) ou encore des athlètes venus d'autres sports tel que Jarryd Hayne (football américain, rugby à XIII) pour les Fidji, Nate Ebner (football américain) et Carlin Isles (sprinteur) pour les États-Unis ; en vue d'une possible participation aux Jeux olympiques.
L'IRB souhaite passer à dix étapes sur la saison 2012-2013 et envisage un retour à Mar del Plata (Argentine) qui a déjà accueilli un tournoi en 2000 et 2002. Mais en raison de l'intégration de l'équipe d'Argentine de rugby à XV dans le Rugby Championship, le projet est abandonné. Le circuit passe à dix étapes en 2015-2016 en intégrant le Vancouver Sevens. Les tournois de Paris et Singapour remplaçant dans le même temps Glasgow et Shibuya.
Les Fidji dominent alors le rugby à sept entre 2014 et 2016 remportant deux éditions des World Series et les Jeux olympiques. Au cours de l'édition 2015-2016, sept équipes différentes remportent un tournoi, un record dans l'histoire des World Series.

### Développement (2016-)
L'Afrique du Sud domine les World Series en remportant les éditions 2017 et 2018 grâce à un style de jeux physique, basé sur le combat et l'enchaînement des tâches.
En mars 2019, World Rugby annonce une nouvelle version du HSBC World Rugby Sevens Series pour la période 2019-23, essentiellement destinée à développer le rugby à sept féminin, dans un contexte « stimulé par l'enjeu olympique » .
World Rugby instaure une nouvelle identité pour la compétition à partir de la saison 2023-2024, l'édition pré-olympique avant les Jeux olympiques de 2024 : le nom officiel de la compétition devient SVNS, tandis que le format est remanié avec sept tournois classiques et un tournoi final permettant de sacrer le champion et désignant les quatre équipes jouant le barrage de relégation contre les meilleures équipes du Sevens Challenger. Par ailleurs, les calendriers masculin et féminin sont pour la première fois totalement harmonisés. Le nombre d'équipes masculines est également réduit à douze, se calquant sur le format olympique.
La série mondiale est à nouveau remaniée en vue de la saison 2025-2026, avec un format en trois divisions sur une phase préliminaire, puis une phase finale ; le format des catégories masculine et féminine reste harmonisé :
- en 3e division, huit équipes s'affrontent en un tournoi unique, afin de qualifier deux équipes vers la 1re division ;
- en 2e division, six équipes s'affrontent en trois tournois ;
- en 1re division, huit équipes s'affrontent en six tournois ;
- une phase finale sous le titre de championnat du monde (World Championship), rassemble les huit équipes de 1re division et les quatre meilleures équipes de 2e division sur trois tournois afin de déterminer le titre de champion du monde.

## Format

### Déroulement d'un tournoi

#### Les phases de poule
Pour chaque tournoi 16 équipes participent. Elles sont réparties en poules de 4 équipes qui se rencontrent une fois chacune. Les points sont attribués en fonction du résultat du match comme suit :
- Victoire : 3 points
- Égalité : 2 points
- Défaite : 1 point
- Forfait : 0 point

En cas d'égalité on départage les équipes selon les règles suivantes :
1. Le vainqueur du match des 2 équipes à égalité
2. La différence de points marqués et reçus durant la poule
3. La différence d'essais marqués et reçus durant la poule
4. Tirage au sort

#### Matchs de classement
Les tournois se jouent sur deux ou trois journées et chaque match se déroule en deux mi-temps de sept minutes. Avant 2016, les finales faisaient exception à la règle et se disputaient en deux mi-temps de dix minutes.
Jusqu'en 2016, quatre trophées était remis à chaque tournoi : la Cup qui récompensait le vainqueur du tournoi, la Plate, la Bowl et le Shield. Cette terminologie spécifique au rugby à sept est toujours utilisée pour se repérer dans les matchs de classement.
Jusqu'en 2019, deux trophées sont remis à chaque tournoi : le Cup, qui correspond au vainqueur du tournoi, et le Challenge Trophy remis au vainqueur du tableau secondaire disputé par les équipes n'ayant pas réussi à sortir de leurs poules.
Dans un tournoi à 16, les deux meilleures équipes de chaque poule rejoignent la Cup pour des quarts de finale. Les équipes perdant en quart jouent des matchs de classement pour la cinquième place, anciennement vainqueur de la Plate. Les huit autres équipes, qui ne sont pas sorties des poules, jouent les quarts de finale du Challenge Trophy (anciennement la Bowl), les perdants jouent le tableau pour la treizième place, anciennement Shield.
À partir de l'édition 2019-2020, le Challenge Trophy disparaît, un seul trophée est remis en jeu à chaque tournoi : la Cup. Les deux meilleures équipes de chaque poule se qualifient pour les quarts de finale de la Cup, les autres équipes disputent des matchs de classement de la 9e à la 15e place selon leur rang en poules (points obtenus et goal-average)

### Classement général
Le classement de la saison est déterminé par les points gagnés à chaque tournoi. 
Le nombre de points attribués a évolué depuis les premières éditions, lors de la saison 2012-2013, ils sont de :
| Cup                | Points | Challenge Trophy | Points |
| ------------------ | ------ | ---------------- | ------ |
| (Cup)              | 22     | 9e (Bowl)        | 8      |
| Médaille d'argent  | 19     | 10e              | 7      |
| Médaille de bronze | 17     | 11e              | 5      |
| 4e                 | 15     | 12e              | 5      |
| 5e (Plate)         | 13     | 13e (Shield)     | 3      |
| 6e                 | 12     | 14e              | 2      |
| 7e                 | 10     | 15e              | 1      |
| 8e                 | 10     | 16e              | 1      |

À partir de l'édition 2019-2020 et la disparition du Challenge Trophy, ils évoluent comme suit :
| Cup                | Points | Matchs de classement  | Points |
| ------------------ | ------ | --------------------- | ------ |
| (Cup)              | 22     | 9e (Challenge Trophy) | 8      |
| Médaille d'argent  | 19     | 10e                   | 7      |
| Médaille de bronze | 17     | 11e                   | 6      |
| 4e                 | 15     | 12e                   | 5      |
| 5e                 | 13     | 13e                   | 4      |
| 6e                 | 12     | 14e                   | 3      |
| 7e                 | 11     | 15e                   | 2      |
| 8e                 | 10     | 16e                   | 1      |

Lors des étapes de Dubaï et du Cap, les équipes vaincues en quart de finale de la Cup ne sont plus reversées en demi-finales de classement, mais sont classées selon les points et goal-average obtenus en poules. Puis lors des deux étapes suivantes à Hamilton et Sydney, la phase finale de la Cup ne commence plus que par des demi-finales, ne concernant que les premiers de chaque poule. Un retour au format habituel s'opère lors du tournoi de Los Angeles.
Si deux ou plusieurs équipes sont à égalité à la fin de la saison on les départage selon les règles suivantes :
1. La différence de points marqués et subis durant la saison
2. Le nombre d'essais durant la saison.

### Équipes permanentes
Depuis la saison 2012-2013, 15 équipes permanentes (ou Core teams en anglais) sont désignées chaque saison en fonction des performances de ces équipes lors de l'édition précédente. Chacune de ces équipes est alors assurée de participer à chaque tournoi de l'édition courante.
En 2011-2012, le nombre d'équipes qualifiées était de 12, ce nombre passant à 15 en 2012-2013. Les trois équipes supplémentaires s'étaient qualifiées lors du tournoi de qualification qui s'était déroulé en même temps que le l'édition 2012 du Hong Kong Sevens.
Lors de l'édition 2012-2013, l'extension du nombre d'équipes qualifiées d'office n'entraîne pas une augmentation du nombre de participants lors des différentes étapes puisqu'une équipe est invitée à participer à chaque tournoi. Les équipes qualifiées pour la saison suivante sont déterminées par le système de promotion / relégation suivant :
- Les 12 meilleures équipes au classement général de l'édition 2012-2013
- 12 équipes venant des 6 régions de l'IRB se disputent quatre places qualificatives pour le dernier tour de promotion / relégation lors du tournoi de pré-qualification du tournoi de Hong Kong
- Lors du tournoi de Londres, la dernière étape de la saison, les quatre qualifiés du tournoi de Hong Kong sont rejoints par l'équipe de Hong Kong, vainqueur du HSBC Asian Sevens Series, et par les trois plus mauvaises équipes au classement général de l'édition courante. Ces équipes se disputent lors d'un tournoi les trois places d'équipes permanentes pour l'édition suivante.

Avec la saison 2013-2014, les règles de promotion / relégation évoluent :
- Le nombre de relégué est réduit à 1 au lieu de trois
- le tournoi de qualification concerne 12 équipes déterminées par des qualifications régionales (continentales) et se déroule intégralement lors du Hong Kong Sevens. Le vainqueur des qualifications reçoit le statut d'équipe permanente lors de la saison suivante
- L'équipe reléguée est connue après le dernier tournoi de la saison. Le dernier classé des équipes permanentes du classement général est alors relégué, sans aucune possibilité de garder son statut d'équipe permanente.

Les équipes qualifiées pour 2022-2023 sont :
| - Afrique du Sud - Argentine - Australie - Canada - Espagne | - États-Unis - Fidji - France - Grande-Bretagne - Irlande | - Japon - Kenya - Nouvelle-Zélande - Samoa - Uruguay |

### Hong Kong Sevens
Le cas du tournoi de Hong Kong est particulier. Considéré comme un des tournois historiques, il a été mis en valeur par les organisateurs. Ainsi, jusqu'à la refonte du format en 2012-2013, le tournoi se disputait entre 24 équipes et le vainqueur gagnait plus de points que pour les autres étapes (30 au lieu de 20).
Depuis 2013, deux compétitions s'y déroulent en parallèle : le circuit mondial et la qualification pour le circuit mondial, déterminant quelle équipe sera promue la saison suivante. À partir de 2020, le tournoi qualificatif est remanié et intégré aux Sevens Challenger Series.
Le tournoi est également réputé pour sa ferveur et l'ambiance particulière en tribune.

## Étapes
Le nombre d'étapes est variable entre les saisons.
| Étapes           | Stade                       | Localité et région              | Depuis |
| ---------------- | --------------------------- | ------------------------------- | ------ |
| Dubaï            | The Sevens                  | Dubaï, Dubaï                    | 1999   |
| Afrique du Sud   | Cape Town Stadium           | Le Cap, Cap-Occidental          | 1999   |
| Australie        | Western Sydney Stadium      | Sydney, Nouvelle-Galles du Sud  | 1999   |
| Nouvelle-Zélande | Waikato Stadium             | Hamilton, Waikato               | 2000   |
| États-Unis       | Dignity Health Sports Park  | Carson, Californie              | 2004   |
| Canada           | BC Place                    | Vancouver, Colombie-Britannique | 2016   |
| Angleterre       | Twickenham Stadium          | Twickenham, Grand Londres       | 2001   |
| France           | Stade Ernest-Wallon         | Toulouse                        | 2016   |
| Singapour        | Stade national de Singapour | Singapour                       | 2016   |
| Hong Kong (x2)   | Hong Kong Stadium           | Hong Kong                       | 2000   |

## Identité visuelle

Évolution du logo
Logo de 2007 à 2011
Logo de 2011 à 2015.
Logo de 2015 à avril 2018.
Logo de avril 2018 à juillet 2023.
Logo instauré en juillet 2023.

## Palmarès

### Palmarès par saison
| - 1999-2000 : Nouvelle-Zélande - 2000-2001 : Nouvelle-Zélande - 2001-2002 : Nouvelle-Zélande - 2002-2003 : Nouvelle-Zélande - 2003-2004 : Nouvelle-Zélande - 2004-2005 : Nouvelle-Zélande - 2005-2006 : Fidji - 2006-2007 : Nouvelle-Zélande - 2007-2008 : Nouvelle-Zélande - 2008-2009 : Afrique du Sud - 2009-2010 : Samoa | - 2010-2011 : Nouvelle-Zélande - 2011-2012 : Nouvelle-Zélande - 2012-2013 : Nouvelle-Zélande - 2013-2014 : Nouvelle-Zélande - 2014-2015 : Fidji - 2015-2016 : Fidji - 2016-2017 : Afrique du Sud - 2017-2018 : Afrique du Sud - 2018-2019 : Fidji - 2019-2020 : Nouvelle-Zélande - 2020-2021 : Afrique du Sud | - 2021-2022 : Australie - 2022-2023 : Nouvelle-Zélande - 2023-2024 : France - 2024-2025 : Afrique du Sud |

| Rang | Pays             | Victoires |
| ---- | ---------------- | --------- |
| 1    | Nouvelle-Zélande | 14        |
| 2    | Afrique du Sud   | 5         |
| 3    | Fidji            | 4         |
| 4    | Samoa            | 1         |
| 4    | Australie        | 1         |
| 4    | France           | 1         |

### Palmarès par tournoi
Résultats au 8 mars 2024 :
| Rang | Pays             | Victoires |
| ---- | ---------------- | --------- |
| 1    | Nouvelle-Zélande | 67        |
| 2    | Fidji            | 44        |
| 3    | Afrique du Sud   | 41        |
| 4    | Angleterre       | 19        |
| 5    | Samoa            | 11        |
| 6    | Australie        | 9         |
| 6    | Argentine        | 9         |
| 8    | France           | 3         |
| 8    | États-Unis       | 3         |
| 10   | Écosse           | 2         |
| 11   | Kenya            | 1         |
| 11   | Canada           | 1         |

## Statistiques

### Meilleurs réalisateurs
Au 3 février 2023, les statistiques des meilleurs marqueurs de tous les temps sont les suivantes :
| Rang | Joueur             | Équipe           | Points |
| ---- | ------------------ | ---------------- | ------ |
| 1    | Ben Gollings       | Angleterre       | 2 652  |
| 2    | Tomasi Cama Junior | Nouvelle-Zélande | 2 028  |
| 3    | Nathan Hirayama    | Canada           | 1 859  |
| 4    | Dan Norton         | Angleterre       | 1 804  |
| 5    | Tom Mitchell       | Angleterre       | 1 595  |
| 6    | Madison Hughes     | États-Unis       | 1 510  |
| 7    | Cecil Afrika       | Afrique du Sud   | 1 462  |
| 8    | Branco du Preez    | Afrique du Sud   | 1 447  |
| 9    | Collins Injera     | Kenya            | 1 443  |
| 10   | Colin Gregor       | Écosse           | 1 345  |

### Meilleurs marqueurs
Au 3 février 2023, les statistiques sur les meilleurs réalisateurs de tous les temps sont les suivantes :
| Rang | Joueur              | Équipe           | Essais |
| ---- | ------------------- | ---------------- | ------ |
| 1    | Dan Norton          | Angleterre       | 358    |
| 2    | Collins Injera      | Kenya            | 279    |
| 3    | Perry Baker         | États-Unis       | 244    |
| 4    | Tim Mikkelson       | Nouvelle-Zélande | 235    |
| 5    | Seabelo Senatla     | Afrique du Sud   | 230    |
| 5    | Santiago Gomez Cora | Argentine        | 230    |
| 7    | Ben Gollings        | Angleterre       | 220    |
| 8    | Carlin Isles        | États-Unis       | 217    |
| 9    | Cecil Afrika        | Afrique du Sud   | 179    |
| 10   | Fabian Juries       | Afrique du Sud   | 178    |

### Rencontres disputées
Au 3 février 2023, les statistiques sur les joueurs ayant disputés le plus de rencontres sont les suivantes :
| Rang | Joueur          | Équipe           | Matchs |
| ---- | --------------- | ---------------- | ------ |
| 1    | Dan Norton      | Angleterre       | 470    |
| 2    | Tim Mikkelson   | Nouvelle-Zélande | 459    |
| 3    | DJ Forbes       | Nouvelle-Zélande | 450    |
| 4    | Gaston Revol    | Argentine        | 432    |
| 5    | Branco du Preez | Afrique du Sud   | 431    |
| 6    | Collins Injera  | Kenya            | 424    |
| 6    | James Rodwell   | Angleterre       | 424    |
| 8    | Folau Niua      | États-Unis       | 387    |
| 9    | Jonathan Laugel | France           | 374    |
| 10   | Chris Dry       | Afrique du Sud   | 373    |

## Aspects économiques

### Droits télévisuels
Les World Sevens Series sont diffusés dans plus de 100 pays à travers le monde par des chaines telles que StarHub (Singapour), Sky Sports et iTV (Irlande et Royaume-Uni), TSN (Canada), NBC (États-Unis), Sky NZ (Nouvelle-Zélande), Ten et Fox Sports (Australie).
En France, c'est le groupe Canal+ qui possède les droits des World Sevens Series, retransmettant sur différentes chaines (Canal+, Canal+ Sport et Rugby+). World Rugby propose une diffusion en streaming live pour les pays où aucune chaine de télévision n'a acheté les droits des World Series. Les étapes sont également diffusées en direct à la radio sur World Rugby Radio, disponible sur internet.
Depuis la saison 2016-2017, les World Series se développent sur les réseaux sociaux : Snapchat, Twitter, live sur Facebook.

### Sponsors
Les World Sevens Series possèdent un sponsor de naming avec la banque HSBC. L'entreprise de transport et de logistique DHL est également un sponsor principal de la compétition et donne son nom au titre d'« impact Player », officiellement nommé DHL Impact Player. Enfin, l'équipementier spécialiste du rugby Gilbert, est l'entreprise qui fournit les ballons.

## Récompenses individuelles

### Meilleur joueur de la saison
| Saison    | Étapes | Meilleur réalisateur   | Meilleur marqueur              | Joueur de l'année  | Meilleur espoir |
| --------- | ------ | ---------------------- | ------------------------------ | ------------------ | --------------- |
| 1999-2000 | 10     | Waisale Serevi 684     | Vilimoni Delasau 83            | Pas de récompense  |                 |
| 2000-2001 | 9      | Damian Karauna 262     | Karl Te Nana 42                | Pas de récompense  |                 |
| 2001-2002 | 11     | Brent Russell 450      | Brent Russell 46               | Pas de récompense  |                 |
| 2002-2003 | 7      | Nasoni Roko 321        | Nasoni Roko 39                 | Pas de récompense  |                 |
| 2003-2004 | 8      | Ben Gollings 394       | Fabian Juries & Rob Thirlby 39 | Simon Amor         |                 |
| 2004-2005 | 7      | Orene Ai'i 308         | David Lemi 46                  | Orene Ai'i         |                 |
| 2005-2006 | 8      | Ben Gollings 343       | Timoteo Iosua 40               | Uale Mai           |                 |
| 2006-2007 | 8      | William Ryder 416      | Mikaele Pesamino 43            | Afeleke Pelenise   |                 |
| 2007-2008 | 8      | Tomasi Cama Junior 319 | Fabian Juries 41               | DJ Forbes          |                 |
| 2008-2009 | 8      | Ben Gollings 260       | Collins Injera 42              | Ollie Phillips     |                 |
| 2009-2010 | 8      | Ben Gollings 332       | Mikaele Pesamino 56            | Mikaele Pesamino   |                 |
| 2010-2011 | 8      | Cecil Afrika (381)     | Cecil Afrika (40)              | Cecil Afrika       |                 |
| 2011-2012 | 9      | Tomasi Cama Junior 390 | Matt Turner 38                 | Tomasi Cama Junior |                 |
| 2012-2013 | 9      | Dan Norton (264)       | Dan Norton (52)                | Tim Mikkelson      |                 |
| 2013-2014 | 9      | Tom Mitchell 358       | Samisoni Viriviri 52           | Samisoni Viriviri  | Ambrose Curtis  |
| 2014-2015 | 9      | Osea Kolinisau 312     | Seabelo Senatla 47             | Werner Kok         | Jerry Tuwai     |
| 2015-2016 | 10     | Madison Hughes 331     | Seabelo Senatla 66             | Seabelo Senatla    | Henry Hutchison |
| 2016-2017 | 10     | Perry Baker 285        | Perry Baker 57                 | Perry Baker        | Matias Osadczuk |
| 2017-2018 | 10     | Nathan Hirayama 334    | Carlin Isles 49                | Perry Baker        | Eroni Sau       |
| 2018-2019 | 10     | Andrew Knewstubb 307   | Carlin Isles (52)              | Jerry Tuwai        | Meli Derenalagi |
| 2019-2020 | 6      | Napolioni Bolaca 159   | Jordan Conroy 30               | Pas de récompense  |                 |
| 2021      | 2      | Ronald Brown 91        | Muller du Plessis 13           | Marcos Moneta      |                 |
| 2021-2022 | 9      | Dietrich Roache 343    | Terry Kennedy 50               | Terry Kennedy (en) |                 |
| 2022-2023 | 11     | Akuila Rokolisoa 415   | Vaa Apelu Maliko 50            | Rodrigo Isgró      |                 |
| 2023-2024 | 8      | Terry Kennedy 160      | Terry Kennedy 32               | Antoine Dupont     |                 |

### Par tournoi
- Impact Player : le titre d'Impact Player prend en compte l'ensemble des statistiques  d'un joueur du tournoi. À savoir le nombre de passes après contact additionné du nombre de plaquages, du nombre de franchissements, du nombre de ballons portés (offloads + tackles + breaks + carries en anglais)
- Player of the final : récompense le meilleur joueur de la finale du tournoi
- Dream Team : équipe composée des sept joueurs ayant réalisé le meilleur tournoi, sur l'ensemble du week-end.